# Фридли
Фридли (англ. Fridley) — город в округе Анока, штат Миннесота, США. По данным переписи за 2010 год число жителей города составляло 27 208 человек.
Фридли входит в метрополию Миннеаполис—Сент-Пол.

## Географическое положение
Согласно данным представленным Бюро переписи населения США город имеет общую площадь в 28,2 км² из которых 26,34 км² приходится на сушу и 1,86 км² территории занимает водная поверхность.

## История
В 1847 году первый поселенец Джон Банфилд приехал на территорию населённого пункта. Тогда территория называлась Маномин, она была переименована в 1879 году. В 1949 году Фридли был инкорпорирован как деревня. В 1957 году он стал городом, в это время начался промышленный бум.

## Население
| Год переписи | Нас.  |  | %±     |
| ------------ | ----- |  | ------ |
| 1950         | 3796  |  | —      |
| 1960         | 15173 |  | 299,7% |
| 1970         | 29233 |  | 92,7%  |
| 1980         | 30228 |  | 3,4%   |
| 1990         | 28335 |  | −6,3%  |
| 2000         | 27449 |  | −3,1%  |
| 2010         | 27208 |  | −0,9%  |
| 2016         | 27476 |  | 1%     |

По данным переписи 2010 года население Фридли составляло 27 208 человек (из них 49,5 % мужчин и 50,5 % женщин), в городе было 11 110 домашних хозяйств и 7057 семей. На территории города было расположено 11 760 построек со средней плотностью 417,0 построек на один квадратный километр суши. Расовый состав: белые — 75,2 %, афроамериканцы — 11,1 %, азиаты — 4,9 %, коренные американцы — 1,2 %.
Население города по возрастному диапазону по данным переписи 2010 года распределилось следующим образом: 23,5 % — жители младше 18 лет, 3,4 % — между 18 и 21 годами, 58,9 % — от 21 до 65 лет и 14,2 % — в возрасте 65 лет и старше. Средний возраст населения — 37,1 лет. На каждые 100 женщин в Фридли приходилось 98,1 мужчин, при этом на 100 совершеннолетних женщин приходилось уже 96,3 мужчин сопоставимого возраста.
Из 11 110 домашних хозяйств 63,5 % представляли собой семьи: 43,4 % совместно проживающих супружеских пар (15,7 % с детьми младше 18 лет); 14,1 % — женщины, проживающие без мужей и 6,1 % — мужчины, проживающие без жён. 36,5 % не имели семьи. В среднем домашнее хозяйство ведут 2,44 человека, а средний размер семьи — 2,99 человека. В одиночестве проживали 28,8 % населения, 8,6 % составляли одинокие пожилые люди (старше 65 лет).

## Экономика
В 2016 году из 21 974 человек старше 16 лет имели работу 14 358. При этом мужчины имели медианный доход в 45 677 долларов США в год против 40 536 долларов среднегодового дохода у женщин. В 2014 году медианный доход на семью оценивался в 65 203 $, на домашнее хозяйство — в 55 006 $. Доход на душу населения — 28 300 $ в год.